# Per Kristoffersen
Per Kristoffersen (ur. 12 października 1937 we Fredrikstadzie, zm. 2 marca 2023) – norweski piłkarz występujący na pozycji napastnika. 

## Kariera klubowa
Kristoffersen całą karierę spędził w zespole Fredrikstad FK. Grał tam w latach 1956-1968. W tym czasie zdobył z klubem trzy mistrzostwa Norwegii (1956/1957, 1959/1960, 1960/1961) oraz trzy Puchary Norwegii (1957/1958, 1961/1962, 1966). Czterokrotnie zostawał też królem strzelców pierwszej ligi norweskiej (1956/1957, 1959/1960, 1960/1961, 1966).

## Kariera reprezentacyjna
W reprezentacji Norwegii Kristoffersen zadebiutował 12 czerwca 1957 w wygranym 2:1 meczu eliminacji mistrzostw świata 1958 z Węgrami. 1 września 1957 w wygranym 4:0 pojedynku mistrzostw nordyckich z Finlandią strzelił pierwszego gola w kadrze. W latach 1957–1966 w drużynie narodowej rozegrał 25 spotkań i zdobył 6 bramek.